# Pouteria pullei
Pouteria pullei är en tvåhjärtbladig växtart som beskrevs av Pierre Joseph Eyma. Pouteria pullei ingår i släktet Pouteria och familjen Sapotaceae. Inga underarter finns listade i Catalogue of Life.